# Michael Ensign
Michael Ensign (Safford, Arizona; 13 de febrero de 1944) es un actor estadounidense, cuyo papel más conocido fue la interpretación de Benjamin Guggenheim en la película Titanic de James Cameron.

## Filmografía seleccionada
- 1981: Buddy Buddy, de Billy Wilder
- 1986: House, de Steve Miner
- 1991: ¡Qué asco de vida! (Life Stinks), de Mel Brooks
- 1997: Titanic, de James Cameron